# أندرو جونز (مهندس)
أندرو جونز (بالإنجليزية: Andrew Jones) هو مهندس أسترالي، ولد في 24 يونيو 1980 في ألبوري في أستراليا.